# Ülemiste-See
Der Ülemiste järv (deutsch: Obersee) ist ein See im Südosten der estnischen Hauptstadt Tallinn.

## Allgemeines
Der Ülemiste-See umfasst eine Fläche von 9,6 km². Seine größte Tiefe liegt bei 6 m, der Durchschnitt bei 2,5 m. Wichtigste Zuflüsse sind über verschiedene Kanäle die Flüsse Pirita, Vääna, Jägala und Pärnu. Das Seeufer ist meist flach und sandig.
Seit dem 15. Jahrhundert gehört der See offiziell zum Stadtgebiet. Er dient der Stadt bereits seit dem 14. Jahrhundert als Trinkwasserreservoir, aus welchem sie heute täglich ca. 60.000 m³ Wasser bezieht. Der See ist deshalb abgesperrt und nur für die städtischen Wasserwerke zugänglich.
Der See befindet sich in der Anflugschneise des Flughafens, weswegen öfters Befürchtungen über eine Verschmutzung des Trinkwassers durch die Luftfahrt angeführt werden. Zu Flugzeugunfällen kam es auf seinem Gebiet bisher dreimal: 1938 stürzte der polnische Flieger Zbigniew Olenski mit seiner einmotorigen RWD in den See, im Januar 1966 musste eine von der Insel Saaremaa (Ösel) kommende Il-14 auf dem gefrorenen See landen, und am 18. März 2010 kam es mit der Bruchlandung einer für DHL fliegenden polnischen An-26 auf dem Eis des Sees zum bisher letzten Unfall.

## Mythologie
Der Ülemiste-See spielt in der estnischen Mythologie eine große Rolle. Einer Legende nach soll der See aus den Tränen der trauernden Linda entstanden sein. Ein im See befindlicher großer Felsen wird Linda-Stein genannt. Linda soll ihn der Sage nach zum Grab ihres Mannes Kalev auf den Domberg gebracht haben wollen, bevor er ihr von der Schulter fiel.
Der Volksglaube verbindet den See mit der Geschichte des Alten von Ülemiste (estnisch: Ülemiste vanake oder järvevana). Dieser fragt den ersten, dem er begegnet, ob die Stadt Tallinn bereits fertig gebaut worden sei. Falls die Antwort ja lautet, würde er nach der Legende die Stadt mit dem Wasser des Ülemiste-Sees überfluten. Daher wird Tallinn nie fertig werden.

## Flughafen Tallinn-Ülemiste
Am östlichen Ufer des Sees liegt der internationale Flughafen der estnischen Hauptstadt, Tallinn-Ülemiste, der durch den See seinen Namen erhalten hat.